# 伝説の魔女
『伝説の魔女』（でんせつのまじょ、英：4 Legendary Witches）は、2014年10月25日から2015年3月8日まで放送された韓国・MBCのテレビドラマ。夫の事故死後、舅から濡れ衣を着せられた女性が復讐するサクセスヒューマンラブストーリー。全40話。最高視聴率は、31.4%。日本での邦題は、伝説の魔女～愛を届けるベーカリー～である。日本では、韓流プレミア、KNTV、TVQ九州放送で放送された。

## あらすじ
シンファグループ御曹司の妻ムン・スイン(ハン・ジヘ)は、舅の策略によって罪を着せられてしまう。そんな中、苦しむ彼女だったが、同じ刑務所の独房に収監されたボンニョ、プングム、ミオと家族のように絆を深めていく。出所後、スインは、パン職人として働くが、大きな転機が来る。

## キャスト・スタッフ

### キャスト
- ムン・スイン：ハン・ジヘ
- ナム・ウソク：ハ・ソクジン
- シム・ボンニョ：コ・ドゥシム
- ソン・プングム：オ・ヒョンギョン
- ソ・ミオ：ハ・ヨンス

### スタッフ
- 脚本：ク・ヒョンスク
- 演出：チュ・ソンウ